# Politimorderen
Politimorderen er en svensk kriminalroman fra 1974 af forfatterne Maj Sjöwall og Per Wahlöö.
Bogen er den niende og næstsidste bog i serien Roman om en forbrydelse, der blev skrevet i perioden 1965-75.

## Handling
En kvinde forsvinder og bliver senere fundet myrdet i Anderslöv, nær Trelleborg i Sydsverige. Martin Beck bliver tilkaldt for at efterforske forbrydelsen. Imens sårer nogle unge kriminelle to politibetjente under et skyderi, da de bliver stoppet kørende i en stjålet bil. Den ene af de unge bliver dræbt. En tredje betjent dør – af et hvepsestik. Mens Martin Beck efterforsker mordet på kvinden, tager Gunvald Larsson kommandoen i jagten på "politimorderen".